# 보이치에흐 워보진스키
보이치에흐 워보진스키(폴란드어: Wojciech Łobodziński ˈvɔjt͡ɕɛx wɔbɔˈd͡ʑij̃skʲi[*], 1982년 10월 20일, 쿠야비-포모제 주 비드고슈치 ~)는 폴란드의 축구 감독이자 전직 선수로, ㅎ녀역 시절 미드필더로 활약했고, 현재 I 리가의 아르카 그디니아 감독이다.

## 클럽 경력
워보진스키는 자비샤 비드고슈치에서 축구를 시작했다. 1999년, 그는 스토밀 올시틴으로 이적해 엑스트라클라사 신고식을 치렀다. 이후, 워보진스키는 비스와 프워츠크로 둥지를 옮겨 2003년까지 활약했다. 이후, 그는 자그웽비에 루빈으로 이적해 소속 구단의 2006-07 시즌 엑스트라클라사 우승에 일조했다. 2008년, 워보진스키는 비스와 크라쿠프로 이적해 2011녀까지 활약하면서 엑스트라클라사를 3번 우승했다. 2012년, 그는 또다른 엑스트라클라사 구단 ŁKS로 이적했다.

## 국가대표팀 경력
그는 폴란드 U-16 국가대표팀 일원으로 1999년 유럽 U-16 선수권 대회 준우승의 주역이었고, 폴란드 U-18 국가대표팀 일원으로는 2001년 유럽 U-18 선수권 대회를 제패했다. 2006년 12월 6일, 그는 5-2로 이긴 아랍에미리트와의 친선경기에서 폴란드 성인 국가대표팀 첫 경기를 치렀다. 워보진스키는 폴란드의 유로 2008 최종 명단에 이름을 올려 3번의 조별 리그 경기에 출전했지만, 조별 리그를 통과하지 못했다.

## 은퇴 및 감독 경력
2019년 1월 11일, 워보진스키는 프로 은퇴를 선언하고, 미에치 레그니차의 2군에서 계속 활약하면서, 수석 코치도 겸할 것임을 밝혔다.

## 수상

### 선수
자그웽비에 루빈
- 엑스트라클라사: 2006–07
- 수페르푸하르 폴스키: 2007

비스와 크라쿠프
- 엑스트라클라사: 2007–08, 2008–09, 2010–11

미에치 레그니차
- I 리가: 2017–18[3]

폴란드 U-18
- 유럽 U-18 선수권 대회: 2001[4]

### 감독
미에치 레그니차
- I 리가: 2021–22

## 경력 통계

### 클럽
2017년 3월 25일 기준
| 구단              | 시즌      | 리그           | 리그 | 리그 | 컵   | 컵 | 유럽 | 유럽 | 합계 | 합계 |
| 구단              | 시즌      | 리그명         | 출장 | 골   | 출장 | 골 | 출장 | 골   | 출장 | 골   |
| ----------------- | --------- | -------------- | ---- | ---- | ---- | -- | ---- | ---- | ---- | ---- |
| 자비샤 비드고슈치 | 1998–1999 | III 리가       | 4    | 4    | –    | –  | –    | –    | 4    | 4    |
| 스토밀 올시틴     | 1999–2000 | 엑스트라클라사 | 1    | 0    | 3    | 0  | –    | –    | 4    | 0    |
| 비스와 프워츠크   | 1999–2000 | 엑스트라클라사 | 3    | 0    | 1    | 0  | –    | –    | 4    | 0    |
| 비스와 프워츠크   | 2000–01   | 엑스트라클라사 | 3    | 1    | 1    | 0  | –    | –    | 4    | 1    |
| 비스와 프워츠크   | 2001–02   | I 리가         | 17   | 1    | 7    | 0  | –    | –    | 24   | 1    |
| 비스와 프워츠크   | 2002–03   | 엑스트라클라사 | 16   | 1    | 5    | 0  | –    | –    | 21   | 1    |
| 비스와 프워츠크   | 합계      | 합계           | 39   | 3    | 14   | 0  | –    | –    | 53   | 3    |
| 자그웽비에 루빈   | 2003–04   | I 리가         | 24   | 5    | 1    | 0  | –    | –    | 25   | 5    |
| 자그웽비에 루빈   | 2004–05   | 엑스트라클라사 | 23   | 7    | 14   | 6  | –    | –    | 37   | 13   |
| 자그웽비에 루빈   | 2005–06   | 엑스트라클라사 | 29   | 3    | 9    | 1  | –    | –    | 38   | 4    |
| 자그웽비에 루빈   | 2006–07   | 엑스트라클라사 | 30   | 3    | 6    | 0  | 2    | 1    | 38   | 4    |
| 자그웽비에 루빈   | 2007–08   | 엑스트라클라사 | 15   | 0    | 5    | 2  | 2    | 0    | 22   | 2    |
| 자그웽비에 루빈   | 합계      | 합계           | 121  | 18   | 35   | 9  | 4    | 1    | 160  | 28   |
| 비스와 크라쿠프   | 2007–08   | 엑스트라클라사 | 11   | 1    | 5    | 0  | –    | –    | 16   | 1    |
| 비스와 크라쿠프   | 2008–09   | 엑스트라클라사 | 26   | 2    | 6    | 0  | 6    | 0    | 38   | 2    |
| 비스와 크라쿠프   | 2009–10   | 엑스트라클라사 | 27   | 1    | 5    | 1  | 2    | 0    | 34   | 2    |
| 비스와 크라쿠프   | 2010–11   | 엑스트라클라사 | 6    | 0    | 2    | 0  | 2    | 0    | 10   | 0    |
| 비스와 크라쿠프   | 합계      | 합계           | 70   | 4    | 18   | 1  | 10   | 0    | 98   | 5    |
| 우치              | 2011–12   | 엑스트라클라사 | 11   | 1    | –    | –  | –    | –    | 11   | 1    |
| 미에치 레그니차   | 2012–13   | I 리가         | 14   | 7    | 0    | 0  | –    | –    | 14   | 7    |
| 미에치 레그니차   | 2013–14   | I 리가         | 28   | 4    | 4    | 0  | –    | –    | 32   | 4    |
| 미에치 레그니차   | 2014–15   | I 리가         | 31   | 8    | 1    | 0  | –    | –    | 32   | 8    |
| 미에치 레그니차   | 2015–16   | I 리가         | 32   | 3    | 2    | 1  | –    | –    | 34   | 4    |
| 미에치 레그니차   | 2016–17   | I 리가         | 10   | 2    | 0    | 0  | –    | –    | 10   | 2    |
| 미에치 레그니차   | 합계      | 합계           | 115  | 24   | 7    | 1  | –    | –    | 122  | 25   |
| 경력 합계         | 경력 합계 | 경력 합계      | 361  | 54   | 77   | 11 | 14   | 1    | 452  | 66   |

### 국가대표팀
2017년 3월 25일 기준
| 폴란드 국가대표팀 | 폴란드 국가대표팀 | 폴란드 국가대표팀 | 폴란드 국가대표팀 |
| 연도              | 출장              | 골                |                   |
| ----------------- | ----------------- | ----------------- | ----------------- |
| 2006              | 1                 | 0                 |                   |
| 2007              | 10                | 1                 |                   |
| 2008              | 8                 | 1                 |                   |
| 2009              | 4                 | 0                 |                   |
| 합계              | 23                | 2                 |                   |

### 국가대표팀 득점 기록
| 골 | 날짜            | 경기장          | 상대팀       | 골  | 최종 결과 | 대회             |
| -- | --------------- | --------------- | ------------ | --- | --------- | ---------------- |
| 1. | 2007년 3월 24일 | 폴란드 바르샤바 | 아제르바이잔 | 3-0 | 5-0       | 유로 2008 예선전 |
| 2. | 2008년 2월 6일  | 키프로스 파포스 | 체코         | 1-0 | 2-0       | 친선경기         |